# GP Miguel Indurain
Gran Premio Miguel Indurain (dříve nazývaný Grand Prix Navarre) je jednodenní cyklistický závod konaný v Navaře ve Španělsku. 

## Historie
Závod byl založen v roce 1951, ale byl určen pouze pro lokální závodníky. V roce 1998 byl přejmenován po pětinásobném španělském vítězi Tour de France Miguelu Indurainovi. V roce 2005 se závod stal součástí UCI Europe Tour na úrovni 1.1. V roce 2007 pak byl povýšen na úroveň 1.HC. Od roku 2020 je závod součástí nově vzniklé UCI ProSeries. Ročník 2020 však musel být zrušen kvůli pandemii covidu-19.
Závod obvykle krouží kolem města Estella-Lizarra ve španělském regionu Navarra. Poslední ročníky vždy zahrnují několik obtížných stoupání, a proto favorizují rychlé, všestranné závodníky spíše než čistokrevné vrchaře nebo sprintery.
Hortensio Vidaurreta, Miguel María Lasa, Juan Fernández, Ángel Vicioso a Alejandro Valverde každý se třemi triumfy sdílí rekord v počtu vítězství.

## Seznam vítězů
| Rok  | Země                               | Jezdec                             | Tým                                |
| ---- | ---------------------------------- | ---------------------------------- | ---------------------------------- |
| 1951 | Španělsko                          | Hortensio Vidaurreta               | individuál                         |
| 1952 | Španělsko                          | Hortensio Vidaurreta               | individuál                         |
| 1953 | Španělsko                          | Hortensio Vidaurreta               | individuál                         |
| 1954 | Španělsko                          | Miguel Vidaurreta                  | individuál                         |
| 1955 | Španělsko                          | Jesús Galdeano                     | Gamma                              |
| 1956 | Španělsko                          | Antonio Ferraz                     | Minaco                             |
| 1957 | Španělsko                          | Miguel Chacón                      | Faema–Guerra                       |
| 1958 | Nejelo se                          | Nejelo se                          | Nejelo se                          |
| 1959 | Španělsko                          | Miguel Pacheco                     | Faema–Guerra                       |
| 1960 | Nejelo se                          | Nejelo se                          | Nejelo se                          |
| 1961 | Španělsko                          | José Pérez Francés                 | Ferrys                             |
| 1962 | Španělsko                          | Juan Belmonte                      | Ferrys                             |
| 1963 | Španělsko                          | José Pérez Francés                 | Ferrys                             |
| 1964 | Španělsko                          | Francisco Gabica                   | KAS–Kaskol                         |
| 1965 | Španělsko                          | Eusebio Vélez                      | KAS–Kaskol                         |
| 1966 | Španělsko                          | Carlos Echeverría                  | KAS–Kaskol                         |
| 1967 | Španělsko                          | Antonio Gómez del Moral            | KAS–Kaskol                         |
| 1968 | Španělsko                          | José López Rodríguez               | Fagor–Fargas                       |
| 1969 | Španělsko                          | Gregorio San Miguel                | KAS–Kaskol                         |
| 1970 | Španělsko                          | Antonio Gómez del Moral            | KAS–Kaskol                         |
| 1971 | Španělsko                          | Miguel María Lasa                  | Orbéa–O.A.R.                       |
| 1972 | Španělsko                          | Vicente López Carril               | KAS–Kaskol                         |
| 1973 | Španělsko                          | Domingo Perurena                   | KAS–Kaskol                         |
| 1974 | Španělsko                          | Miguel María Lasa                  | KAS–Kaskol                         |
| 1975 | Španělsko                          | Agustín Tamames                    | Super Ser                          |
| 1976 | Španělsko                          | José Nazábal                       | KAS–Campagnolo                     |
| 1977 | Španělsko                          | Vicente López Carril               | KAS–Campagnolo                     |
| 1978 | Španělsko                          | Miguel María Lasa                  | Teka                               |
| 1979 | Španělsko                          | Juan Fernández                     | KAS–Campagnolo                     |
| 1980 | Španělsko                          | Juan Fernández                     | Fosforera–Vereco                   |
| 1981 | Španělsko                          | Eulalio García                     | Teka                               |
| 1982 | Španělsko                          | Pedro Muñoz                        | Zor–Helios                         |
| 1983 | Španělsko                          | Juan Fernández                     | Zor–Gemeaz Cusin                   |
| 1984 | Nejelo se                          | Nejelo se                          | Nejelo se                          |
| 1985 | Španělsko                          | Celestino Prieto                   | Reynolds                           |
| 1986 | Nejelo se                          | Nejelo se                          | Nejelo se                          |
| 1987 | Španělsko                          | Miguel Indurain                    | Reynolds–Seur                      |
| 1988 | Španělsko                          | Pedro Delgado                      | Reynolds                           |
| 1989 | Španělsko                          | Mariano Sánchez Martinez           | Teka                               |
| 1990 | Španělsko                          | Pedro Delgado                      | Banesto                            |
| 1991 | Francie                            | Roland Leclerc                     | Amaya Seguros                      |
| 1992 | Španělsko                          | Julián Gorospe                     | Banesto                            |
| 1993 | Dánsko                             | Johnny Weltz                       | ONCE                               |
| 1994 | Španělsko                          | Marino Alonso                      | Banesto                            |
| 1995 | Španělsko                          | Felix García Casas                 | Artiach                            |
| 1996 | Švýcarsko                          | Alex Zülle                         | ONCE                               |
| 1997 | Španělsko                          | Mikel Zarrabeitia                  | ONCE                               |
| 1998 | Španělsko                          | Francisco Mancebo                  | Banesto                            |
| 1999 | Itálie                             | Stefano Garzelli                   | Mercatone Uno–Bianchi              |
| 2000 | Španělsko                          | Miguel Ángel Martín Perdiguero     | Vitalicio Seguros–Grupo Generali   |
| 2001 | Španělsko                          | Ángel Vicioso                      | Kelme–Costa Blanca                 |
| 2002 | Španělsko                          | Ángel Vicioso                      | Kelme–Costa Blanca                 |
| 2003 | Německo                            | Matthias Kessler                   | Telekom                            |
| 2004 | Německo                            | Matthias Kessler                   | T-Mobile Team                      |
| 2005 | Španělsko                          | Javier Pascual Rodríguez           | Comunidad Valenciana–Elche         |
| 2006 | Německo                            | Fabian Wegmann                     | Gerolsteiner                       |
| 2007 | Itálie                             | Rinaldo Nocentini                  | AG2R Prévoyance                    |
| 2008 | Německo                            | Fabian Wegmann                     | Gerolsteiner                       |
| 2009 | Španělsko                          | David de la Fuente                 | Fuji–Servetto                      |
| 2010 | Španělsko                          | Joaquim Rodríguez                  | Team Katusha                       |
| 2011 | Španělsko                          | Samuel Sánchez                     | Euskaltel–Euskadi                  |
| 2012 | Španělsko                          | Daniel Moreno                      | Team Katusha                       |
| 2013 | Slovinsko                          | Simon Špilak                       | Team Katusha                       |
| 2014 | Španělsko                          | Alejandro Valverde                 | Movistar Team                      |
| 2015 | Španělsko                          | Ángel Vicioso                      | Team Katusha                       |
| 2016 | Španělsko                          | Jon Izagirre                       | Movistar Team                      |
| 2017 | Spojené království                 | Simon Yates                        | Orica–Scott                        |
| 2018 | Španělsko                          | Alejandro Valverde                 | Movistar Team                      |
| 2019 | Francie                            | Jonathan Hivert                    | Direct Énergie                     |
| 2020 | Nejelo se kvůli pandemii covidu-19 | Nejelo se kvůli pandemii covidu-19 | Nejelo se kvůli pandemii covidu-19 |
| 2021 | Španělsko                          | Alejandro Valverde                 | Movistar Team                      |
| 2022 | Francie                            | Warren Barguil                     | Arkéa–Samsic                       |
| 2023 | Španělsko                          | Jon Izagirre                       | Cofidis                            |
| 2024 | USA                                | Brandon McNulty                    | UAE Team Emirates                  |
| 2025 | Belgie                             | Thibau Nys                         | Lidl–Trek                          |